# 烈士紀念甲組足球聯賽
烈士紀念甲組足球聯賽（英語：Martyr's Memorial A-Division League）是尼泊爾國內最高級別的足球聯賽賽事，聯賽成立於1954年，目前一共有 14 隊角逐。

## 參賽球隊
2024年，烈士紀念甲組足球聯賽參賽隊伍共有 14 支。
| 中文名稱         | 英文名稱                | 上季成績      |
| ---------------- | ----------------------- | ------------- |
| 教會男孩聯       | Church Boys United      | 第 1 位       |
| 馬千德拉         | Machhindra F.C.         | 第 2 位       |
| 尼泊爾警察會     | Nepal Police Club       | 第 3 位       |
| 查華拉爾         | Jawalakhel YC           | 第 4 位       |
| 沙多巴托         | Satdobato Youth Club    | 第 5 位       |
| 新道路隊         | New Road Team           | 第 6 位       |
| 尼泊爾陸軍會     | Nepal Army Club         | 第 7 位       |
| 馬南馬沙陽蒂     | Manang Marshyangdi Club | 第 8 位       |
| 三星會           | Three Star Club         | 第 9 位       |
| 聖卡塔男孩       | Sankata Boys S.C.       | 第 10 位      |
| 喜馬拉雅雪巴人會 | Himalayan Sherpa Club   | 第 11 位      |
| 朋友會           | Friends Club            | 第 12 位      |
|                  |                         | 乙組，第 1 位 |
|                  |                         | 乙組，第 2 位 |

## 歷屆冠軍
以下為歷屆聯賽冠軍：
- 1954–55：馬夏比亞
- 1955–56：尼泊爾警察會
- 1956–57：尼泊爾警察會
- 1957–58：尼泊爾陸軍會
- 1958–59：沒有舉辦
- 1959–60：沒有舉辦
- 1960–61：新道路隊
- 1961–62：沒有舉辦
- 1962–63：新道路隊
- 1963–64：
- 1964–65：沒有舉辦
- 1965–66：沒有舉辦
- 1966–67：馬夏比亞
- 1967–68：
- 1968–69：
- 1969–70：馬夏比亞
- 1970–71：
- 1971–72：拉尼樸利角落隊
- 1972–73：拉尼樸利角落隊
- 1973–74：拉尼樸利角落隊
- 1974–75：
- 1975–76：
- 1976–77：
- 1977–78：新道路隊
- 1978–79：拉尼樸利角落隊
- 1979–80：聖卡塔男孩
- 1980–81：
- 1981–82：拉尼樸利角落隊
- 1982–83：聖卡塔男孩
- 1983–84：拉尼樸利角落隊
- 1984–85：聖卡塔男孩
- 1985–86：馬南馬沙陽蒂
- 1986–87：馬南馬沙陽蒂
- 1987–88：沒有舉辦
- 1988–89：馬南馬沙陽蒂
- 1989–90：沒有舉辦
- 1990–91：沒有舉辦
- 1991–92：沒有舉辦
- 1992–93：沒有舉辦
- 1993–94：沒有舉辦
- 1994–95：新道路隊
- 1995–96：沒有舉辦
- 1996–97：三星會
- 1997–98：三星會
- 1998–99：沒有舉辦
- 1999–2000：馬南馬沙陽蒂
- 2000–01：沒有舉辦
- 2001–02：沒有舉辦
- 2002–03：馬南馬沙陽蒂
- 2003–04：三星會
- 2004–05：
- 2005–06：馬南馬沙陽蒂
- 2006–07：尼泊爾警察會
- 2007–08：沒有舉辦
- 2008–09：沒有舉辦
- 2009–10：尼泊爾警察會
- 2010–11：尼泊爾警察會
- 2011–12：沒有舉辦
- 2012–13：三星會
- 2013–14：馬南馬沙陽蒂
- 2014–15：沒有舉辦
- 2015–16：沒有舉辦
- 2016–17：沒有舉辦
- 2017–18：沒有舉辦
- 2018–19：馬南馬沙陽蒂
- 2019–20：馬千德拉
- 2020–21：沒有舉辦
- 2021–22：馬千德拉
- 2023：教會男孩聯

## 外部連結
- the-anfa.com （页面存档备份，存于）（英文）